# Тетрасвинецпентадиспрозий
Тетрасвинецпентадиспро́зий — бинарное неорганическое соединение, интерметаллид
диспрозия и свинца
с формулой Dy5Pb4,
кристаллы.

## Получение
- Сплавление стехиометрических количеств чистых веществ:

{\displaystyle {\mathsf {5Dy+4Pb\ {\xrightarrow {1555^{o}C}}\ Dy_{5}Pb_{4}}}}

## Физические свойства
Тетрасвинецпентадиспрозий образует кристаллы
тетрагональной сингонии, параметры ячейки a = 0,8127 нм, c = 1,538 нм, Z = 4
.
Соединение образуется по перитектической реакции при температуре 1555 °C.